# Rok Ovniček
Rok Ovniček (* 29. Januar 1995 in Slovenj Gradec) ist ein slowenischer Handballspieler.

## Karriere

### Im Verein
Rok Ovniček spielte zunächst – bis auf ein Jahr – bis 2018 für RK Velenje. In der Saison 2012/13 kam er zu ersten Einsätzen in der 1. NLB Leasing Liga und gewann mit Velenje die slowenische Meisterschaft. 2018 wechselte er zu RK Celje. Mit Celje gewann er 2019 erneut die Meisterschaft. 2019 ging er nach Frankreich und unterschrieb einen Vertrag bei HBC Nantes. 2023 und 2024 gewann er mit Nantes den französischen Pokal.

### In Auswahlmannschaften
Mit der slowenischen Nationalmannschaft nahm er an der Europameisterschaft 2020 teil und belegte dort den 4. Platz, nachdem sie im Spiel um Platz 3 gegen Norwegen verloren hatten. Bei der Weltmeisterschaft 2021 belegten sie den 9. Platz. Weiter stand er im Kader für die Weltmeisterschaft 2023 und belegte mit Slowenien den 10. Platz. Bei der Weltmeisterschaft 2025 warf er sechs Tore in fünf Spielen und belegte mit dem Team den 13. Platz.